# The Fallout
The Fallout (bra: A Vida Depois) é um filme americano de drama do ensino médio escrito e dirigido por Megan Park. É estrelado por Jenna Ortega, Maddie Ziegler, Will Ropp, Niles Fitch, Shailene Woodley, Julie Bowen e John Ortiz.
O filme teve sua estreia mundial na South by Southwest em 17 de março de 2021. Recebeu críticas positivas da crítica, com a direção, o roteiro, a atuação de Ortega e a trilha sonora de Finneas O'Connell recebendo elogios.

## Premissa
Vada, estudante do ensino médio, enfrenta as consequências emocionais que experimenta na sequência de uma tragédia escolar. Os relacionamentos com sua família, amigos e visão de mundo são alterados para sempre.

## Elenco
- Jenna Ortega como Vada
- Maddie Ziegler como Mia
- Will Ropp como Nick
- Niles Fitch como Quinton
- Shailene Woodley como Anna
- Julie Bowen como Patricia
- John Ortiz como Carlos
- Lumi Pollack como Amelia
- Austin Zajur como Dan

## Produção

### Seleção de elenco
Em fevereiro de 2020, foi anunciado que Jenna Ortega havia se juntado ao elenco do filme, com Megan Park dirigindo a partir de um roteiro que ela escreveu. Em abril de 2020, Maddie Ziegler se juntou ao elenco do filme. Em maio de 2020, Will Ropp se juntou ao elenco do filme. Em agosto de 2020, Niles Fitch, Shailene Woodley, Julie Bowen e John Ortiz se juntaram ao elenco do filme.

### Filmagens
As filmagens estavam programadas para começar em março de 2020, mas foram adiadas devido à pandemia de COVID-19. As filmagens começaram em agosto de 2020 e terminaram em 11 de setembro.

## Lançamento
Em 8 de dezembro, foi anunciado que a Universal Pictures estava em negociações para comprar os direitos de distribuição internacional com um provável lançamento em 2021. O filme teve sua estreia mundial na South by Southwest em 17 de março de 2021. Em julho de 2021, a HBO Max adquiriu os direitos de distribuição do filme, com a Warner Bros. Pictures distribuindo em territórios onde a HBO Max não está disponível.

## Recepção
No site agregador de críticas Rotten Tomatoes, 90% das 71 avaliações dos críticos são positivas. O consenso do site afirma: "Empático e bem atuado (...) usa as consequências do trauma adolescente para lidar com a experiência do luto."
Sheri Linden do The Hollywood Reporter chamou o filme de "sensível e penetrante" e elogiou o roteiro e a direção de Park, a performance de Ortega, a trilha sonora de Finneas e a performance "comovente e inteligente" de Ziegler. Kate Erbland do IndieWire deu ao filme uma nota B + e disse que o filme aborda "interesses emocionais reais no brilho da mídia social, descobrindo algo poderoso no processo." Peter Debruge da Variety chamou o filme de uma "estreia estelar" para Park, observando que "Ortega em particular parece ter encontrado sua voz."

### Prêmios e Indicação
| Prêmio                           | Data de Cerimônia | Categoria                                      | Indicado    | Reusltado | Ref.   |
| -------------------------------- | ----------------- | ---------------------------------------------- | ----------- | --------- | ------ |
| South by Southwest Film Festival | March 19, 2021    | Narrative Feature Competition Grand Jury Award | The Fallout | Venceu    | [ 17 ] |
| South by Southwest Film Festival | March 19, 2021    | Brightcove Illumination Award                  | Megan Park  | Venceu    | [ 17 ] |